# Жустін Дюфур-Лапуант
Жустін Дюфур-Лапуант (фр. Justine Dufour-Lapointe, 25 березня 1994) — канадська фристайлістка, олімпійська чемпіонка. 
Золоту олімпійську медаль Жустін виборола на Олімпійський іграх 2014 року в Сочі в змаганнях з могулу. 
Дві сестри Жустін Клое та Максім теж фристайлістки й олімпійки. 

## Зовнішні посилання
- Freestyle Skiing Canada profile [Архівовано 11 липня 2011 у Wayback Machine.]